# Punkt akcji
Punkty akcji (często skracane jako PA; ang. action points, AP) – punkty używane w grach w celu określenia, ile czynności może wykonać gracz, jednostka lub postać w czasie jednej tury.
W grach komputerowych są używane głównie w strategiach turowych. Jedną z większych różnic pomiędzy punktami akcji a punktami życia lub magii jest to, iż punkty akcji odnawiają się samoczynnie po pewnym czasie, bez udziału żadnych przedmiotów (które są często potrzebne by zregenerować punkty życia lub magii).
Zasadniczo, każda akcja zmniejsza liczbę punktów akcji. Nie można wykonać danej akcji, jeżeli pozostało nam mniej punktów niż liczba potrzebna do wykonania tego działania. Jeśli liczba punktów akcji wyniesie zero, to tura tego gracza zostanie zakończona. Istnieje jednak możliwość zakończenia tury wcześniej. Gdy (zgodnie z inicjatywą) znów nadejdzie kolej działania danego gracza jego punkty akcji odnowią się (częściowo lub całkowicie; w niektórych grach nawet ponad limit maksymalny, normalny dla danego gracza).
Przykład użycia punktów akcji w turowej grze taktycznej:
- Jednostki gracza oraz jego przeciwnika są rozstawiane na mapie. Obie strony w następujących po sobie kolejno turach przemieszczają jednostki, którymi dysponują.
- Gdy system punktów akcji jest używany, muszą go używać obie strony.
- Powiedzmy, że jest tura danego gracza. Chce on przemieścić swoją jednostkę posiadającą 15/15 PA o trzy pola. Każde przejście o jedno pole kosztuje 1 punkt, więc jednostka po wykonaniu ruchu będzie miała 12/15 PA.
- Gracz chce zaatakować znajdującego się w pobliżu przeciwnika:
  - Jeśli atak zabiera 10 PA, to jednostce zostaną 2/15 punkty. Ponieważ jednostka nie ma na tyle punktów akcji, by zaatakować przeciwnika po raz drugi, gracz może zdecydować, czy zakończy swoją turę, czy też jednostka poruszy się jeszcze o dwa pola. (W niektórych grach atak natychmiastowo kończy turę - w tym wypadku jednostka gracza nie mogłaby się już poruszyć, mimo iż pozostały jej jeszcze punkty akcji)
  - Jeśli atak zabiera 12 PA, jednostce pozostanie 0/15 punktów. Tura zakończy się, gdyż jednostka nie może wykonać żadnej akcji, gdyż nie posiada już punktów akcji.
- Gdy nadchodzi kolejna tura gracza jednostka zacznie ją posiadając 15/15 PA.

By dodać danej grze realizmu, im bardziej dane działanie jest stresujące, tym więcej punktów należy przeznaczyć, by je wykonać. Przykładowo, jeśli dana jednostka przemieszcza się po trudnym terenie (np. bagno, gruzy) musi wydać więcej punktów akcji, niż gdyby poruszała się po terenie łatwiejszym. Także używanie potężniejszych ataków kosztuje więcej PA. Na przykład w grach z serii Fallout użycie strzelby zabiera inną liczbę punktów akcji niż użycie pistoletu maszynowego lub karabinu.
Inną ideą (używaną w grach toczących się w czasie rzeczywistym) związaną z użyciem punktów akcji jest uznawanie ich za swego rodzaju wskaźnik wytrzymałości danej jednostki. Na przykład w grze Star Ocean: Till the End of Time używany jest pasek energii zwanej "Fury" (z ang. Furia). Atak zużywa ów pasek, a kiedy postać nie ma wystarczającej liczby nie może atakować. Stanie w miejscu powoduje regenerację paska. W grach FPS, pasek wytrzymałości zmniejsza się w czasie wykonywania akcji takich jak bieg sprintem lub skakanie. Normalne akcje (zwykły chód, strzelanie itp.) nie powodują zmniejszania się tego paska (mogą natomiast obniżać tempo jego odnawiania się).